# Imperfect Circle
Imperfect Circle is het zesde studioalbum van de Amerikaanse rockband Hootie & the Blowfish. Het is hun eerste nieuwe studioalbum in 14 jaar en werd in 2019 uitgebracht op Capitol Records Nashville, een onderdeel van UMG Nashville. Op Wild Fire Love zingt de Engelse zangeres Lucie Silvas mee.

## Tracklist
1. "New Year's Day" - 3:32
2. "Miss California" - 3:12
3. "Wild Fire Love" - 3:33 met Lucie Silvas
4. "Hold On" - 3:22
5. "Turn It Up" - 3:21
6. "Not Tonight" - 3:20
7. "We Are One" - 2:04
8. "Everybody but You" - 3:30
9. "Lonely on a Saturday Night" - 3:10
10. "Why" - 3:19
11. "Rollin'" - 3:17
12. "Half a Day Ahead" - 3:24
13. "Change" - 3:27

2020 heruitgave:
1. "Losing My Religion" - 4:23 (origineel door R.E.M.)
2. "Turn It Up (Walshy Fire of Major Lazer remix)" - 3:25